# Marathyssa procera
Marathyssa procera är en fjärilsart som beskrevs av Saalmüller 1891. Marathyssa procera ingår i släktet Marathyssa och familjen nattflyn. Inga underarter finns listade i Catalogue of Life.